# لا تقل مستحيل أبدا (أغنية)
لا تقل لا أبدا (بالإنجليزية: Never Say Never)‏ هي أغنية لفنان التسجيل الكندي جاستن بيبر. استخدمت الأغنية كأغنية لفتى الكاراتيه (فيلم 2010)، من بطولة جاكي شان وجيدن سميث، الذي يغنى قسم الراب في الأغنية. صدرت الأغنية للتنزيل الرقمي في الولايات المتحدة في 8 حزيران 2010. أصُدر من الأغنية في وقت لاحق مقطع صوتي في الألبوم الريمكس ماى ورلد أكوستيك (2010)، وكانت كل من الإصدارات السمعية والموحدة على الألبوم التجميعى ماى ورلد: المجموعة (2010). للترويج لفيلم بيبر ثلاثي الأبعاد الذي يحمل نفس الاسم. صدرت الأغنية كأغنية قيادية من الألبوم الريمكس الثاني لبيبر نيفر ساى نيفر: ذا ريمكسس.

## وصلات خارجية
- كلمات الأغنية الكاملة على مترولايركس